# Badminton nos Jogos Sul-Americanos de 2018
As competições de badminton nos Jogos Sul-Americanos de 2018 ocorreram entre 26 e 31 de maio em um total de 6 eventos. As competições aconteceram no Coliseo Polifuncional Evo Morales, localizado em Cochabamba, Bolívia.

## Calendário
| G | Fase de grupos | P | Primeira rodada | S | Segunda rodada | ¼ | Quartas de final | ½ | Semifinais | F | Finais/Medalhas |

| Data →               | Sáb 26 | Dom 27 | Seg 28 | Seg 28 | Ter 29 | Qua 30 | Qui 31 |
| -------------------- | ------ | ------ | ------ | ------ | ------ | ------ | ------ |
| Individual masculino |        |        | P      | S      | ¼      | ½      | F      |
| Duplas masculinas    |        |        | P      | P      | ¼      | ½      | F      |
| Individual feminino  |        |        | P      | P      | ¼      | ½      | F      |
| Duplas femininas     |        |        |        |        | ¼      | ½      | F      |
| Duplas mistas        |        |        | ¼      | ¼      |        | ½      | F      |
| Equipes mistas       | G      | ½      | F      | F      |        |        |        |

## Medalhistas

### Masculino
| Prova               | Ouro                                              | Prata                              | Bronze                                                                   |
| ------------------- | ------------------------------------------------- | ---------------------------------- | ------------------------------------------------------------------------ |
| Individual detalhes | Ygor Coelho de Oliveira BRA Brasil                | Artur Pomoceno BRA Brasil          | Daniel La Torre PER Peru José Guevara PER Peru                           |
| Duplas detalhes     | Ygor Coelho de Oliveira Artur Pomoceno BRA Brasil | Bruno Barrueto Diego Mini PER Peru | José Guevara Daniel La Torre PER Peru Cristian Araya Iván León CHI Chile |

### Feminino
| Prova               | Ouro                                     | Prata                                     | Bronze                                                                          |
| ------------------- | ---------------------------------------- | ----------------------------------------- | ------------------------------------------------------------------------------- |
| Individual detalhes | Fabiana da Silva BRA Brasil              | Daniela Macías PER Peru                   | Paula La Torre PER Peru Inés Castillo PER Peru                                  |
| Duplas detalhes     | Daniela Macías Danica Nishimura PER Peru | Luana Vicente Fabiana da Silva BRA Brasil | Inés Castillo Paula La Torre PER Peru Ashley Montre Constanza Naranjo CHI Chile |

### Misto
| Evento           | Ouro                                                                             | Prata | Bronze                                                                                              |
| ---------------- | -------------------------------------------------------------------------------- | --- | --------------------------------------------------------------------------------------------------- |
| Duplas detalhes  | Danica Nishimura Daniel La Torre PER Peru                                        | Artur Pomoceno Luana Vicente BRA Brasil                                                                                      | Iván León Ashley Montre CHI Chile Jesús Manuel Sánchez Michelle Martínez VEN Venezuela              |
| Equipes detalhes | Artur Pomoceno Fabiana da Silva Luana Vicente Ygor Coelho de Oliveira BRA Brasil | Bruno Barrueto Danica Nishimura Daniela Macías Daniel La Torre Inés Castillo Diego Mini Paula La Torre José Guevara PER Peru | Ashley Montre Constanza Naranjo Cristian Araya Fernando Sanhueza Iván León Javiera Torres CHI Chile |

## Quadro de medalhas
| Ordem | País          | Medalha de ouro | Medalha de prata | Medalha de bronze | Total | Ordem por total |
| ----- | ------------- | --------------- | ---------------- | ----------------- | ----- | --------------- |
| 1     | BRA Brasil    | 4               | 3                |                   | 7     | 2               |
| 2     | PER Peru      | 2               | 3                | 6                 | 11    | 1               |
| 3     | CHI Chile     |                 |                  | 4                 | 4     | 3               |
| 4     | VEN Venezuela |                 |                  | 1                 | 1     | 4               |
| TOTAL | TOTAL         | 6               | 6                | 11                | 23    | —               |